# Abdelhak Najib
 (septembre 2022).
Abdelhak Najib, est un poète, romancier, essayiste et journaliste marocain né à Casablanca en 1969. Il est aussi chroniqueur, conférencier et animateur-télé.
Il présente depuis mars 2014 l’émission culturelle Sada Al Ibdae diffusée sur la chaîne de télévision Al Aoula.

## Biographie
Abdelhak Najib a organisé des conférences sur la crise des valeurs.
Son premier roman, Les Territoires de Dieu, parait en avril 2014.
Il présente depuis mars 2014, le talk-show Sada Al Ibdae sur la chaine de télévision Al Oula.
En 2017, Abdelhak Najib fonde les Éditions Orion.
En 2018, il sort son premier recueil de poésie Le Pays ou les pierres parlent.
En 2019, il est élevé au rang de Grand ambassadeur de "Divine Académie Paris[De quoi ?]" pour les Arts et la Culture[pertinence contestée].
En 2020, il a été distingué Homme de culture de l’année par l’Union de la culture arabe[Quoi ?], au Caire[pertinence contestée].
En 2024, Il sort un premier long-métrage, intitulé : Les évadés de Tindouf qui évoque des prisonniers marocains évadés des camps de Tindouf en Algérie,.

## Publications

### Ouvrages
- Les territoires de Dieu (roman), Marrakech, Éditions Les infréquentables, 2014, 182 p. (ISBN 9789954599112)[10]
- Le printemps des feuilles qui tombent (roman), Marrakech, Éditions Les infréquentables, 2014, 129 p. (ISBN 9789954599112)[11]
- Le temps du rêve, Orion Editions, 2018[12]
- Memento Mori, Orion Editions, 2019  (ISBN 978-9954-707-85-2)
- Le soleil au cœur des hommes, Orion Editions, 2019[13]
- Vitriol (poésie), Rabat, Orion Éditions, 2020, 201 p. (ISBN 9789954707616)[14]
- Inhumains, Orion Editions, 2020 (ISBN 978-9920-586-01-6)[15]
- Le forgeron des eaux, Orion Editions, 2021 (ISBN 978 9920 586 04 7)[16]
- La vérité est une zone grise, Orion Editions, 2021  (ISBN 978 9920 586 08 5)
- Le vol d’Icare, Orion Editions, 2021
- Schizophrénies marocaines, Orion Editions, 2021[17]
- La dignité du présent, Orion Editions, 2021  (ISBN 978-9954-707-88-3)[18]
- Et que crève le vieux monde, Orion Editions, 2021  (ISBN 978-9954-707-82-1)
- Le labyrinthe de l’archange tome 1, Orion Editions, 2021  (ISBN 978 9954 707 77 7)
- Le labyrinthe de l’archange tome 2, Orion Editions, 2022[19]  (ISBN 978 9920 586 19 1)
- Variations aléatoires, Orion Editions, 2022[20]
- Jisro Al Malaika, Orion Editions, 2022
- Black-out, Orion Editions, 2022[21]

### Ouvrages collectifs
- Ce que m'ont dit les peintres… (essai), Rabat, Orion Éditions, 2017, 280 p. (ISBN 9789954393642) avec Jean-François Clément et Mohamed Rachdi
- Le pays où les pierres parlent (poésie), Rabat, Orion Éditions, 2017, 121 p. (ISBN 9789954707067) avec El Houssaine Mimouni
- Finis gloriae mundi (poésie), Rabat, Orion Éditions, 2018, 161 p. (ISBN 9789954707128) avec Mounat Charrat
- Maroc, de quoi avons-nous peur ? (essai), Rabat, Orion Editions, 2018, 600 p,  (ISBN 978 9954 707 59 3) avec Chellaoui Nadia[22]
- La rédemption par le péché (essai), Rabat, Orion Editions, 2019, 200 p.  (ISBN 978 9954 707 74 6) avec Serhani Mounir
- Coronavirus la fin d’un monde (essai), Rabat, Orion Éditions, 2020, 287 p. (ISBN 9789954707609) avec Imane Kendili
- Le temps des femmes libres (essai), Rabat, Orion Editions, 2021, 400p,  (ISBN 978 9954 707 69 2) avec Imane Kendili
- Réduction des risques : le manifeste  (essai), Rabat, Orion Editions, 2021, 400 p avec Imane Kendili et Jallal Toufiq
- Harm Reduction : the Manifesto (essai), Rabat, Orion Editions, 2022, 400 p  avec Imane Kendili et Jallal Toufiq
- Liberté (essai), Rabat, Orion Editions, 2022, 260p,  (ISBN 978 9920 586 21 4) avec Imane Kendili